# Festival Internacional de Cinema de Montreal
O Festival Internacional de Cinema de Montreal (em inglês: Montreal World Film Festival (WFF)) — (em francês: Festival des Films du Monde - Montréal (FFM)) é um dos mais antigos festivais internacionais de cinema do Canadá e o único festival de cinema competitivo na América do Norte credenciado pela FIAPF (enquanto o Festival Internacional de Cinema de Toronto é apenas credenciado como festival não competitivo). O festival é realizado anualmente no final de agosto, na cidade de Montreal, em Quebec. O Festival Internacional de Cinema de Montreal se concentra em vários tipos de filmes de todo o mundo o que o difere do Festival Internacional de Cinema de Toronto que é mais focado em filmes canadenses e filmes norte-americanos.
Foi fundado em 1977 por Serge Losique e sua primeira competição oficial se realizou em 1978.
A principal distinção deste evento é a "World Competition" a categoria oficial do evento, chamado de "Grand Prix des Amériques".

## Grand Prix des Amériques
O Grand Prix des Amériques é o primeiro prêmio na competição internacional.
| Ano            | Título                           | Diretor(es)              | País                                               |
| -------------- | -------------------------------- | ------------------------ | -------------------------------------------------- |
| 1978           | Ligabue                          | Salvatore Nocita         | Itália                                             |
| 1979           | 1+1=3                            | Heidi Genee              | Alemanha                                           |
| 1980 ex aequos | The Stunt Man                    | Richard Rush             | Estados Unidos                                     |
| 1980 ex aequos | Fontamara                        | Carlo Lizzani            | Itália                                             |
| 1981           | The Chosen                       | Jeremy Paul Kagan        | Estados Unidos                                     |
| 1982 ex aequos | Brimstone and Treacle            | Richard Loncraine        | Reino Unido                                        |
| 1982 ex aequos | Tiempo de revancha               | Adolfo Aristarain        | Argentina                                          |
| 1983           | Mikan no taikyoku                | Junya Sato e Duan Jishun | China, · Japão                                     |
| 1984           | El Norte                         | Gregory Nava             | Estados Unidos                                     |
| 1985           | Padre nuestro                    | Francisco Regueiro       | Espanha                                            |
| 1986           | 37°2 le matin                    | Jean-Jacques Beineix     | França                                             |
| 1987           | Kenny - The Kid Brother          | Claude Gagnon            | Canadá, · Estados Unidos, · Japão                  |
| 1988           | La Lectrice                      | Michel Deville           | França                                             |
| 1989           | S.E.R. - Svoboda eto rai         | Sergei Bodrov            | União Soviética                                    |
| 1990           | Caidos del cielo                 | Francisco Lombardi       | Espanha, · Peru                                    |
| 1991           | Salmonberries                    | Percy Adlon              | Alemanha                                           |
| 1992           | El lado oscuro del corazon       | Eliseo Subiela           | Argentina, · Canadá                                |
| 1993           | Trahir                           | Radu Mihăileanu          | França, · Roménia                                  |
| 1994           | Once Were Warriors               | Lee Tamahori             | Nova Zelândia                                      |
| 1995           | Georgia                          | Ulu Grosbard             | Estados Unidos, · França                           |
| 1996           | Different for Girls              | Richard Spence           | França, · Reino Unido                              |
| 1997           | Bacheha-Ye aseman                | Majid Majidi             | Irão                                               |
| 1998 ex aequos | The Quarry                       | Marion Hänsel            | Bélgica, · Espanha, · Reino Unido, · Países Baixos |
| 1998 ex aequos | Vollmond                         | Fredi M. Murer           | Alemanha, · França, · Suíça                        |
| 1999           | A Cor do Paraíso (Rang-e khoda)  | Majid Majidi             | Irão                                               |
| 2000 ex aequos | Le Goût des autres               | Agnès Jaoui              | França                                             |
| 2000 ex aequos | Innocence                        | Paul Cox                 | Austrália                                          |
| 2001 ex aequos | Baran                            | Majid Majidi             | Irão                                               |
| 2001 ex aequos | Torzók                           | Árpád Sopsits            | Hungria                                            |
| 2002           | Il Più bel giorno della mia vita | Cristina Comencini       | Reino Unido, · Itália                              |
| 2003           | Kordon                           | Goran Markovic           | Sérvia e Montenegro                                |
| 2004           | A Noiva Síria                    | Eran Riklis              | Alemanha, · França, · Israel                       |
| 2005           | Off Screen                       | Pieter Kuijpers          | Países Baixos, · Bélgica                           |
| 2006 ex aequo  | Nagai Sanpo                      | Eiji Okuda               | Japão                                              |
| 2006 ex aequo  | O Maior Amor do Mundo            | Carlos Diegues           | Brasil                                             |
| 2007 ex aequo  | BenX                             | Nic Balthazar            | Bélgica                                            |
| 2007 ex aequo  | Un secret                        | Claude Miller            | França                                             |
| 2008           | Okuribito                        | Yojiro Takita            | Japão                                              |
| 2009           | Liberté (Korkoro)                | Tony Gatlif              | França                                             |
| 2010           | Adem                             | Hans Van Nuffel          | Bélgica                                            |
| 2011           | Hasta la vista                   | Geoffrey Enthoven        | Bélgica                                            |